# Maybe I Do
Maybe I Do (titulada Sí, quiero... o no en España y Quizás para siempre Hispanoamérica) es una comedia romántica estadounidense de 2023 dirigida por Michael Jacobs, basada en su propia obra «Cheaters» y protagonizada por Diane Keaton, Richard Gere, Susan Sarandon, Emma Roberts, Luke Bracey y William H. Macy.

## Trama
Después de una discusión que pone en duda el rumbo de su relación, Michelle (Emma Roberts) y Allen (Luke Bracey) deciden organizar una cena con sus padres para presentarse mutuamente y así, en cierto modo, formalizar la relación y mirar hacia un futuro juntos. Para sorpresa de todos (especialmente de los padres) al llegar a la casa resulta que ya se conocen entre ellos, pero de una forma un tanto peculiar: ambas parejas llevan una temporada siendo infieles unos con los otros. A partir de ahí, todos intentarán ocultar su secreto procurando no arruinar la cena que sus hijos han preparado con tanta ilusión.

## Elenco
- Diane Keaton como Grace
- Richard Gere como Howard
- Susan Sarandon como Monica
- Emma Roberts como Michelle
- Luke Bracey como Allen
- William H. Macy como Sam